# فرودگاه اولد هاربر
فرودگاه اولد هاربر (به انگلیسی: Old Harbor Airport) یک فرودگاه همگانی با کد یاتا OLH است که یک باند فرود شن دارد و طول باند آن ۸۳۸ متر است. این فرودگاه در کشور ایالات متحده آمریکا قرار دارد و در ارتفاع ۱۷ متری از سطح دریا واقع شده است.